# Синяк подорожниковый
Синя́к подоро́жниковый, или э́хиум кривоцветко́вый (лат. Echium plantagineum) — травянистое растение рода Синяк (Echium) семейства Бурачниковые (Boraginaceae).

## Распространение
Растёт в Западной и Южной Европе (от юга Англии на юг до Пиренейского полуострова и на восток до Крыма), в Северной Африке и на юго-западе Азии (на восток к Грузии). Он был также завезён в Австралию и стал там злостным сорняком.
Растёт на пустырях, обочинах дорог и сухих склонах оврагов.

## Ботаническое описание
Однолетнее и двулетнее растение высотой 20—60 см.
Мясистый стержневой корень.
Листья ворсистые, тёмно-зелёные, ланцетные, розеточные, до 14 см длиной.
Цветы сиреневые, трубчатые, долго не увядающие, неправильной формы, душистые, 2-3 см длиной, с пятью лепестками и высунутыми тычинками, на ветвистом цветоносе, собраны в пучки. Цветёт безостановочно с конца июня и до самых заморозков.

## Химический состав
Подорожниковый синяк содержит алкалоид пиролизидин и ядовит. Съеденный скотом в больших количествах, он вызывает уменьшение его веса или даже (в серьёзных случаях) гибель.

## Практическое использование
Подорожниковый синяк во время цветения привлекает большое количество насекомых-опылителей и является источником прекрасного мёда (хотя и говорят, что мёд из этого растения может быть ядовитым, особенно после засухи). В Южной Австралии после надлежащей обработки используется в качестве корма для скота (за исключением овец).
Выращивается как декоративное растение, служит украшением альпийских горок. Цветоводы-селекционеры вывели несколько культурных форм, отличающихся компактностью кустиков, которые не превышают 30 см в высоту. У выведенных форм цветки бывают белыми, сиреневыми, синими и розовыми.

## Экология
Подорожниковый синяк стал злостным сорняком в Австралии, где известен также под названиями «проклятие Паттерсон» или «спасение Джейн» (особенно в Южной Австралии). Другие местные названия: синий сорняк, сорняк леди Кэмпбелл или колокольчик Риверайны.
В 80-х годах XIX века этот вид был завезён в Австралию одновременно и как сорняк, и как декоративное растение. Утверждается, что оба его местных названия происходят от Джейн Паттерсон, первого поселенца страны вблизи Альбури. Она привезла первые семена из Европы для украшения сада, а затем только могла смотреть беспомощно, как сорняк заполоняет пастбища на много миль вокруг.
Название «спасение Джейн» происходит из Южной Австралии. Во времена засухи большинство растений на пастбищах погибло. Из-за своей выносливости синяк стал источником пищи для пасущихся животных, вследствие чего и был назван «спасением Джейн».
В настоящее время подорожниковый синяк — доминирующее растение пастбищ на большей части Нового Южного Уэльса, Австралийской столичной территории, Виктории, Южной Австралии и Тасмании.
Хотя обычно это цветущий весной однолетник, синяк очень приспосабливаем и, используя подходящий ливень, некоторые растения всходят раньше сезона и живут более одного года. Это очень плодовитое растение; возможно прорастание до 30 000 семян на квадратный метр. Синяк может прорастать при различных температурных условиях, хорошо выносит сухие периоды и энергично реагирует на удобрения. При скашивании газонокосилкой он быстро оправляется и даёт новые стебли и цветы.
Растение может создать большую популяцию на разрушенной почве и энергично конкурирует с меньшими растениями и ростками растений верхнего яруса. Его распространению способствовали изменённая человеком среда обитания, особенно уничтожение многолетних трав вытаптыванием их овцами и крупным рогатым скотом и интродукция кроликов. Подорожниковый синяк редко укрепляется в средах обитания со здоровой и неизменённой родной растительностью.
Контроль над растением выполняется путём ручной прополки или с помощью гербицидов, может продолжаться по нескольку лет до полного уничтожения семенного банка. (Большинство семян прорастает в первый год, но некоторые пережидают целых пять лет, чтобы прорасти). В дальнейшем многолетние травы (которые не нуждаются в прорастании из семян каждый год) могут конкурировать с синяком и любое увеличение числа многолетников напрямую ведёт к его уменьшению.
Австралийское Государственное объединение научных и прикладных исследований (CSIRO) провело изучение многочисленных биологических мер контроля, и было найдено 100 с лишним насекомых, питающихся подорожниковым синяком в Средиземноморье. Из них было выбрано 6 надёжных, для того, чтобы их выпустить в Австралии без опасности навредить зерновым культурам и присущим ей растениям. В настоящее время Министерством сельского хозяйства Нового Южного Уэльса используются долгоносики Mogulones larvatus и Mogulones geographicus и неприметный жук Longitarsus echii. В то время как CSIRO проявляет оптимизм, ожидается, что биологические меры контроля, чтобы стать эффективными, если они будут иметь успех вообще, займут десятилетия.

## Фотогалерея
- Общий вид растения
- Цветы синяка подорожникового в Аделаиде, Южная Австралия
- Розетка листьев
- Заросли синяка на фоне посевов канолы в Новом Южном Уэльсе